# Kornicz
Kornicz (ukr. Корнич) – wieś na Ukrainie w rejonie kołomyjskim obwodu iwanofrankiwskiego.
We wsi mieszka 2036 osób.
W II Rzeczypospolitej wieś w powiecie kołomyjskim województwa stanisławowskiego. W sierpniu 1943 nacjonaliści ukraińscy z OUN-UPA zamordowali tutaj 11 Polaków.